# Feleki Kamill
Feleki Kamill (teljes nevén: Feleki Kamill Tivadar, Törökbálint, 1908. augusztus 21. – Budapest, 1993. október 18.) Kossuth-díjas magyar színművész, táncos, koreográfus, érdemes és kiváló művész.

## Életpályája

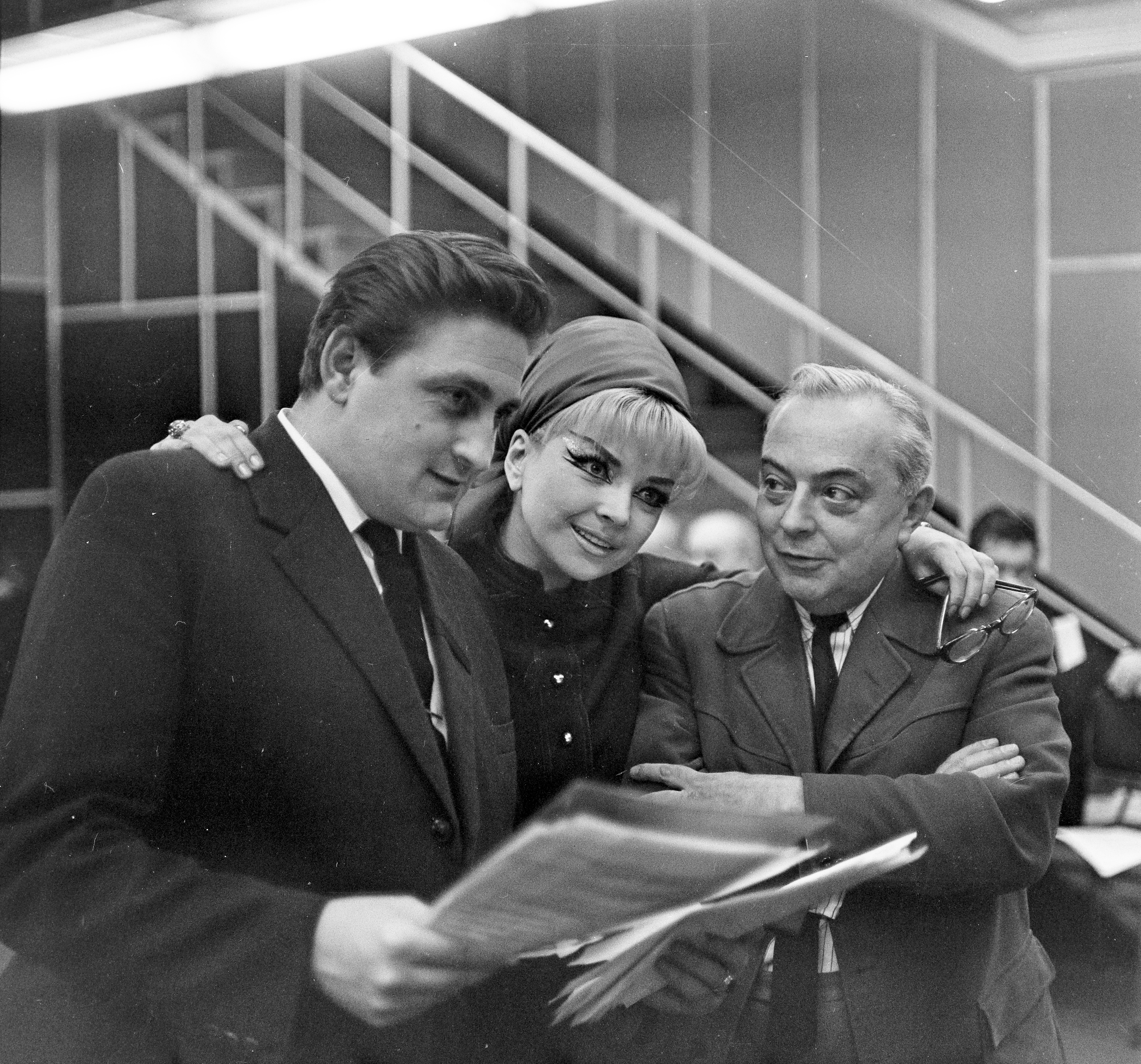
Feleki Kamill (jobbra) Korondi Györggyel és Házy Erzsébettel a Magyar Rádió stúdiójában a Csárdáskirálynő rádióváltozatának felvételekor

Feleki Tivadar címíró és Schreiber Tekla Karolina fiaként született. 1914-ben a szűkös törökbálinti lakásukból átköltöztek a Lipót körút (ma: Bajcsy-Zsilinszky út) 27. számú ház második emeletének egyik nagyobb polgári lakásába. Feleki Kamill elemibe a Bazilika mellett található, Szent István téri iskolába járt négy évig, ezt követően a Markó utcai Főreálgimnáziumban tanult.
Már 11 évesen eldöntötte (1919), hogy színész lesz, és 1922-től a Városligetben magánórákat vett egy artistától. 1926-ban beiratkozott Rákosi Szidi színészképzőjébe, és alig 1 év után Lázár Ödön szerződtette a Király Színházba. Kezdő létére rendkívül nagy fizetést kapott, és Gombaszögi Ella pártfogoltjaként a színésztársadalom is befogadta. 1929–1931 között külföldön adta elő Camillo Feleky néven különleges ügyességű táncszámait. Ekkortól kezdve ünnepelt táncos-komikus lett, többek között az Operettszínházban (1931–1935), a Komikusok Kabaréjában (1931–1932), a Royal Orfeumban (1933–1934), a Royal Revü Színházban (1935–1936), a Vígszínházban (1939–1941), a Városi Színházban (1937; 1939), a Pódium Írók Kabaréjában (1940–1941)-ben lépett fel. Rendszeres vendége volt a nyári színpadoknak (Erzsébetvárosi Színház, Márkus Parkszínpad stb.).
1932. augusztus 5-én Budapesten házasságot kötött a nála öt évvel idősebb, újpesti születésű Metzger Jozefa Hermina Annával, Metzger Rezső Ernő Ferenc és Somhegyi Ilona Erzsébet lányával.
1936 és 1938 között Lakner Bácsi Gyermekszínházának tánckoreográfusaként működött. 1941 és 1943 között Feleky Camill néven számtalan írását közölte a Film Színház Irodalom című hetilap Az én hasábom címmel.
A második világháború után 1945–1949 között a Víg-, a Művész Színház, a Magyar, a Belvárosi, majd a Modern és a Petőfi Színházban (1960–1964) játszott, végül visszatért az Operettszínházba. Közben vendégszerepelt – többek között – a József Attila és a Madách Színházban is. Sikerei helyszínéről, az Operettszínházból 1972-ben távozott, bár nem végleg. Utoljára 1978. június 9-én lépett színpadra, de filmekben az 1980-as évek végéig játszott. Utolsó éveit nagy szegénységben élte le.
Apró termete, kiművelt mozgáskultúrája és jellegzetes selypítése miatt elsősorban egyszerű, félénk kisembereket alakított.

## Fontosabb színházi szerepei
- Molière: Képzelt beteg (Argan)
- Nyikolaj Vasziljevics Gogol: Háztűznéző (A kérő)
- Dosztojevszkij: Két férfi az ágy alatt (Tvorogov)
- Mark Twain – Kállai: Egymilliófontos bankjegy (Lord Puddington)
- Neil Simon: A Napsugár fiúk (Willie Clark)
  - Hotel Plaza (Roy Hobley)
- Brecht – Kurt Weil: Koldusopera (Peacock)
- Kander–Ebb–Masteroff: Kabaré (Schultz úr)
- Stewart – Herman – G. Dénes: Hello, Dolly! (Horace Vandergelder)
- Willner–Bodanszky: Luxemburg grófja (Sir Basil)
- Kálmán Imre: Csárdáskirálynő (Miska)
- Molnár Ferenc: Harmónia (Kornély tanácsos)
  - A Doktor úr (Puzsér)
- Csiky Gergely: A nagymama (Örkényi báró)
  - Kaviár (Tivadar)
- Lengyel Menyhért: A waterlooi csata (Willy Brown)
- Aszlányi Károly: A hét pofon (Terbanks)
- Tabi László: Spanyolul tudni kell (Diego Espartero)
- Eisemann Mihály: Én és a kisöcsém (Titi bohóc)
  - A cirkusz csillagai (Dr. Vas)
  - XIV. René (Alfonz herceg)
- Vaszary Gábor – Eisemann Mihály: Bubus (Gáspár)
- Boross – Fényes – Romhányi: Két szerelem (Borbás Mihály)
- Fényes – Csizmarek – Halász: Csintalan csillagok (Berci bácsi)
- Ábrahám Pál: 3:1 a szerelem javára (Csöpi)
- Bródy – Kellér – Békeffi: Palotaszálló (Menyus bácsi)
- Kellér Dezső: Három tavasz (Sanyi)
- Gádor – Barabás – Kerekes – Darvas: Állami Áruház (Glauziusz bácsi)
- Martos – Jacobi: Sybill (Kormányzó)
- Dunai Ferenc: A nadrág (Igazgató)
- Halász Rudolf: Csak nővel ne! (Inas)
- Paul Burkhard: Tűzijáték (Gusztáv)

## Filmjei

### Játékfilmek
- Forog az idegen (1936)
- Pesti mese (1937) – Tánctanár
- Mátyás rendet csinál (1939) – Gyuri, hölgyfodrász
- Te vagy a dal (1940) – Szobafestő
- A tökéletes család (1942) – Nyulassy Frici
- A tanítónő (1945)
- Beszterce ostroma (1948) – Behenczi Károly
- Állami áruház (1952) – Glauziusz
- Első fecskék (1952) – Patak Bertalan
- A bűvös szék (1953; rövid játékfilm) – Orvostanár
- Csapj az asztalra! (1953; rövid játékfilm)
- Költözik a hivatal! (1953; rövid játékfilm) – Vöcsök
- A csodacsatár (1956) – Brunó
- Gerolsteini kaland (1957) – Bumm Alfonz kacellár
- A megfelelő ember (1959) – Kis Jenő
- Minden kezdet nehéz 1–2. (1966)
- A gyilkos a házban van (1970) – Fabrikovics Béla
- Uramisten (1984) – Binder Lipót, illuzionista

### Tévéfilmek
- A házasságok a földön köttetnek (1961) – Kis Tamás
- A pékinas lámpása (1961) – Otto von Mörder
- A szaxofon (1961) – Gustav Mannheim
- És Ön mit tud? (1962)
- Kálmán Imre: Csárdáskirálynő (1963)
- Színészek a porondon (1963)
- Menazséria (1964) – Igazgató
- Tudni illik, hogy mi illik (1964-1965) – Tanár
- Jövedelmező állás (1965) – Visnyevszkij
- Tóbiás és a többiek (1965) – Fred bácsi
- Egy nyugalmas vasárnap (1966) – Kronstadter lovag
- Othello Gyulaházán (1966) – Tornyos Franci, színész
- Szerencsés flótás (1966) – Ideges férfi
- A nagybácsi álma (1967)
- Egy, kettő, három (1967)
- II. Fülöp (1967) – Lencse Dezső, könyvelő
- Visszakérem az iskolapénzt (1967)
- A borotva éle (1969)
- Bözsi és a többiek (1969)
- Komisznak lenni életveszélyes (1969) – Willian Collins
- A vörös macska (1970) – Severin Cornichon, Perpignan polgármestere
- Valaki a sötétből (1970)
- Feleségem hagyatéka (1971) – Prudenval
- Nyári játék (1971) – Bogoiu úr
- Az elsőszülött (1973) – Szerafimov
- Lyuk az életrajzon (1973) – Vanek Ernő
- Nehéz ma férjhez menni (1973)
- Mozgófényképek (1974)
- Forduljon Psmithhez (1975) – Lord Emsworth
- Mesélő városok (1975-1979)
- Százéves asszony (1975) – Kertesi Károly („a Gizi” unokaöccse, vállalati pénztáros)
- A kisfiú meg az oroszlánok (1979) – Bruckner Szigfrid
- Hogyan csináljunk karriert? (1981) – Krutyickij, nagyon előkelő úr
- Kaland a főmettőrrel (1982) – Kalicsin
- Zenés TV Színház: Hoffmann meséi (1984) – Kellékes; Cochenilla; Pitichinaccio; Ferenc

### Rajzfilmek
- Lúdas Matyi (1976) – Szakállas öregember (hang)
- Sárkány és papucs (1989) – Merlin (hang)

## Szinkronszerepei
| Év   | Cím                                           | Szereplő                       | Színész          | Szinkron év |
| ---- | --------------------------------------------- | ------------------------------ | ---------------- | ----------- |
| 1946 | Az élet csodaszép (1. magyar szinkron)        | Clarence, másodosztályú angyal | Henry Travers    | 1985        |
| 1964 | A két veronai nemes                           | Dárdás                         | Alfred Balthoff  | 1970        |
| 1980 | Három az igazság                              | Friebe / Eberts / Weber        | Heinz Rühmann    | 1982        |
| 1984 | Kísértethistóriák – 1. rész: Híd Fenders felé | Narrátor                       | Wolfgang Büttner | 1988        |
| 1984 | Kísértethistóriák – 4. rész: A kétely árnyéka | Narrátor                       | Wolfgang Büttner | 1988        |

## Rádió
- Bán Pál-Kállai István: Segíteni nem szégyen (1952)
- Király Dezső: Sok hűhó valamiért (1956)
- Alan Plater: Az a mizé a lépcsőházban (1972)
- Jókai Mór-Hárs László: Kénytelen mulatság (1973)
- E.T.A. Hoffmann: Diótörő (1982)
- Határ Győző: Az aranypalást (1988)

## Díjai, elismerései
- Érdemes művész (1952)
- Kossuth-díj (1953)
- Kiváló művész (1961)
- A Chicagói Filmfesztivál legjobb férfi alakításáért járó díja (1986)
- A Budapesti Operettszínház örökös tagja (1991)
- Budapestért díj (1992)[6]

## Források

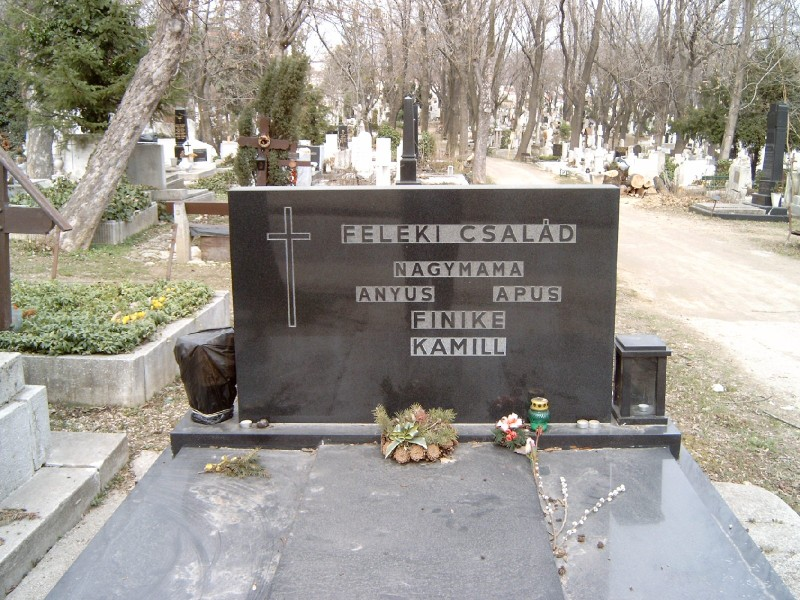
Sírja Budapesten. Farkasréti temető: 9/1-1-1/2.

## Származása
| Feleki Kamill Tivadar (Törökbálint, 1908. aug. 21.– Budapest, 1993. okt. 18.) | Apja: Feleki Tivadar Ágoston (Budapest, 1876. nov. 28.– Budapest, 1945. ápr. 19.) gépüzem tulajdonos | Apai nagyapja: Furcht Sándor (Vojkovice, 1833 – Budapest, 1912. okt. 4.) magánzó | Apai nagyapai dédapja: Furcht Ábrahám |
| Feleki Kamill Tivadar (Törökbálint, 1908. aug. 21.– Budapest, 1993. okt. 18.) | Apja: Feleki Tivadar Ágoston (Budapest, 1876. nov. 28.– Budapest, 1945. ápr. 19.) gépüzem tulajdonos | Apai nagyapja: Furcht Sándor (Vojkovice, 1833 – Budapest, 1912. okt. 4.) magánzó | Apai nagyapai dédanyja: Grosz Adél    |
| Feleki Kamill Tivadar (Törökbálint, 1908. aug. 21.– Budapest, 1993. okt. 18.) | Apja: Feleki Tivadar Ágoston (Budapest, 1876. nov. 28.– Budapest, 1945. ápr. 19.) gépüzem tulajdonos | Apai nagyanyja: Keller Róza (Pest, 1845 – Budapest, 1915. nov. 5.)               | Apai nagyanyai dédapja: Keller Simon  |
| Feleki Kamill Tivadar (Törökbálint, 1908. aug. 21.– Budapest, 1993. okt. 18.) | Apja: Feleki Tivadar Ágoston (Budapest, 1876. nov. 28.– Budapest, 1945. ápr. 19.) gépüzem tulajdonos | Apai nagyanyja: Keller Róza (Pest, 1845 – Budapest, 1915. nov. 5.)               | Apai nagyanyai dédanyja: Grosz Etelka |
| Feleki Kamill Tivadar (Törökbálint, 1908. aug. 21.– Budapest, 1993. okt. 18.) | Anyja: Schreiber Tekla Karolina (Budapest, 1881. aug. 30. – Budapest, 1936. ápr. 11.)                | Anyai nagyapja: n. a.                                                            | Anyai nagyapai dédapja: n. a.         |
| Feleki Kamill Tivadar (Törökbálint, 1908. aug. 21.– Budapest, 1993. okt. 18.) | Anyja: Schreiber Tekla Karolina (Budapest, 1881. aug. 30. – Budapest, 1936. ápr. 11.)                | Anyai nagyapja: n. a.                                                            | Anyai nagyapai dédanyja: n. a.        |
| Feleki Kamill Tivadar (Törökbálint, 1908. aug. 21.– Budapest, 1993. okt. 18.) | Anyja: Schreiber Tekla Karolina (Budapest, 1881. aug. 30. – Budapest, 1936. ápr. 11.)                | Anyai nagyanyja: Schreiber Rozália                                               | Anyai nagyanyai dédapja: n. a.        |
| Feleki Kamill Tivadar (Törökbálint, 1908. aug. 21.– Budapest, 1993. okt. 18.) | Anyja: Schreiber Tekla Karolina (Budapest, 1881. aug. 30. – Budapest, 1936. ápr. 11.)                | Anyai nagyanyja: Schreiber Rozália                                               | Anyai nagyanyai dédanyja: n. a.       |